# 褚修华
褚修华（?—?），中国南北朝南朝梁简文帝萧纲的妃嫔。
褚修华在南朝梁大同七年（541年）生萧纲第十七子萧大球，太清二年（548年），侯景围攻建康。梁武帝萧衍归心佛教，发誓愿说：“如果众生应该受这些苦难，请佛祖让萧衍一人来代替承当。”萧大球听说后对褚修华说：“官家都如此，我怎么敢推辞？”，于是开始礼佛，说：“凡有众生应获苦报，都由大球代受。”太清三年（549年），梁武帝崩，太子萧纲为帝。立褚氏为修华。